# Ernst Gerlach
Ernst Gerlach   (Schönebeck, 19 de març de 1947) fou un jugador d'handbol alemany que va competir sota bandera de la República Democràtica Alemanya durant les dècades de 1970 i 1980.
Amb la selecció de la República Democràtica Alemanya jugà 47 partits, en què marcà 35 gols. El 1978 va guanyar la medalla de bronze al Campionat del món d'handbol. El 1980 va prendre part en els Jocs Olímpics de Moscou, on guanyà la medalla d'or en la competició d'handbol. A nivell de clubs jugà al SC Magdeburg, amb qui guanyà cinc lligues de la República Democràtica Alemanya (1970, 1977, 1980, 1981 i 1982) i la Copa d'Europa de 1978 i 1981.
El 1980 va ser guardonat amb l'Ordre del Mèrit Patriòtic de plata.